# Distrito electoral de Jacksonville n.º 9
Jacksonville No. 9 (en inglés: Jacksonville No. 9 Precinct) es un distrito electoral ubicado en el condado de Morgan en el estado estadounidense de Illinois. En el Censo de 2010 tenía una población de 882 habitantes y una densidad poblacional de 3.212,66 personas por km².

## Geografía
Según la Oficina del Censo de los Estados Unidos, tiene una superficie total de 0.27 km², de la cual 0.27 km² corresponden a tierra firme y (0%) 0 km² es agua.

## Demografía
Según el censo de 2010, había 882 personas residiendo en Jacksonville n.º 9. La densidad de población era de 3.212,66 hab./km². De los 882 habitantes, Jacksonville n.º 9 estaba compuesto por el 88.89% blancos, el 7.71% eran afroamericanos, el 0% eran amerindios, el 0.11% eran asiáticos, el 0% eran isleños del Pacífico, el 0.91% eran de otras razas y el 2.38% pertenecían a dos o más razas. Del total de la población el 3.63% eran hispanos o latinos de cualquier raza.